# Terry Pratchett
Terry Pratchett, właśc. sir Terence David John Pratchett (ur. 28 kwietnia 1948 w Beaconsfield, zm. 12 marca 2015 w Broad Chalke) – brytyjski pisarz fantasy i science fiction, najbardziej znany jako autor cyklu Świat Dysku. Inne jego dzieła to m.in. Trylogia Johnny’ego Maxwella i Trylogia Nomów. Współpracował także przy adaptacjach swojej twórczości na potrzeby sztuk teatralnych i gier komputerowych.
Jego pierwsza powieść Dywan została opublikowana w 1971. Pierwsza książka z serii Świat Dysku – Kolor magii – ukazała się w 1983 i od tego momentu autor kończył średnio dwie książki rocznie.
Książki Pratchetta były w latach 90. najlepiej sprzedającymi się książkami w Wielkiej Brytanii. Do lutego 2007 roku sprzedał na całym świecie ok. 50 milionów książek, a jego dzieła zostały przetłumaczone na 33 języki. Obecnie jest na drugim miejscu listy najchętniej czytanych pisarzy w Wielkiej Brytanii, a w USA na siódmym wśród pisarzy niepochodzących ze Stanów Zjednoczonych.
Terry Pratchett w 1998 „za zasługi dla literatury” został odznaczony Orderem Imperium Brytyjskiego w klasie Officer. Jego powieść Zadziwiający Maurycy i jego edukowane gryzonie zdobyła w 2001 nagrodę Carnegie Medal za najlepszą książkę dla dzieci. Książki Pratchetta są często określane jako „kultowe”. W 2008 otrzymał tytuł honorowy Sir.

## Życiorys
Terry Pratchett urodził się w 1948 w Beaconsfield, jako syn Davida i Eileen Pratchett z Hay-on-Wye.
Jego wczesne zainteresowania obejmowały m.in. astronomię, zbierał karty herbaty Brooke Bond o kosmosie, posiadał teleskop i pragnął zostać astronomem, nie miał jednak wystarczających zdolności matematycznych. Ta pasja spowodowała, że zainteresował się brytyjską i amerykańską prozą science fiction, co z kolei doprowadziło go do uczestnictwa w konwentach science fiction od około 1963/1964. Przestał w nich brać udział parę lat później, gdy dostał pierwszą pracę. Początkowo czytał prace H.G. Wellsa i Arthura Conana Doyle’a i „każdą książkę, którą powinno się przeczytać”.
W wieku 13 lat Pratchett opublikował w gazetce szkolnej swoje pierwsze opowiadanie – The Hades Business. Pierwsza komercyjna publikacja jego pracy nastąpiła, gdy miał 15 lat.
W wieku 17 lat Pratchett opuścił szkołę i zaczął pracować jako dziennikarz Bucks Free Press. W tym czasie ukończył także kurs dziennikarstwa.

### Kariera
Około 1968 roku, podczas swojej pracy jako dziennikarz, Pratchett przeprowadzał wywiad z Peterem Banderem van Durenem, współdyrektorem niewielkiego wydawnictwa. Podczas spotkania Pratchett wspomniał, że napisał powieść Dywan. Bander van Duren i jego partner biznesowy, Colin Smythe, opublikowali książkę ilustrowaną obrazami autorstwa pisarza w 1971 roku. Powieść otrzymała kilka bardzo dobrych recenzji. Kolejnymi dziełami Pratchetta były książki science fiction Ciemna strona Słońca i Warstwy wszechświata, opublikowane w 1976 i 1981 roku.
Po kilku zmianach miejsca pracy, w 1983 roku Pratchett zatrudnił się jako rzecznik prasowy w Central Electricity Generating Board (CEGB – Centralnego Zarządu Elektroenergetyki), w oddziale, na obszarze którego znajdowały się trzy elektrownie jądrowe. Pisarz żartował później, że wybrał idealny moment na rozpoczęcie tej kariery – tuż po wypadku w elektrowni jądrowej Three Mile Island w Pensylwanii. Mówił także, że napisałby książkę o doświadczeniach z tej pracy, gdyby uważał, że ktokolwiek mu uwierzy.
Pierwsza powieść ze Świata Dysku – Kolor magii – została wydana w 1983 roku przez Colina Smythe’a (w twardej oprawie) i przez wydawnictwo New English Library (w miękkiej oprawie). Prawa do wydań w miękkiej oprawie zostały wkrótce odkupione przez wydawnictwo Transworld, które publikuje książki Pratchetta do dziś. Pratchett zdobył popularność po tym, jak program Woman’s Hour nadawany w BBC Radio 4 wyemitował sześcioodcinkowy serial radiowy na podstawie Koloru magii. Stał się bardziej znany po wydaniu jego kolejnej powieści Blask fantastyczny w 1986 roku. W późniejszym czasie prawa do wersji w twardej oprawie zostały wykupione przez duże wydawnictwo Victor Gollancz, które publikuje Pratchetta do dziś, a Smythe został agentem literackim pisarza. Pratchett był pierwszym pisarzem fantasy wydawanym przez Gollancza. Okładki do obu tych książek namalował Josh Kirby, co zapoczątkowało wieloletnią współpracę obu artystów trwającą aż do śmierci malarza w 2001 roku.
Pratchett rzucił pracę w CEGB w 1987 roku po publikacji czwartej powieści ze Świata Dysku – Morta, by całkowicie skupić się na pisarstwie. Sprzedaż jego powieści szybko wzrastała i wiele książek jego autorstwa okupowało szczyty list bestsellerów. Według „The Times” Pratchett był najlepiej sprzedającym się autorem z Wielkiej Brytanii w 1996. Niektóre jego książki były wydawane przez Doubleday, inne przez Transworld. Obecnie w USA Pratchett jest publikowany przez HarperCollins.
Według raportu Bookseller’s Pocket Yearbook z 2005, w 2003 Pratchett zdobył 3,4% rynku wydawniczego fantastyki w twardych oprawach, jeśli chodzi o liczbę sprzedanych egzemplarzy i 3,8% jeśli chodzi o ich wartość, co dało mu drugie miejsce po J.K. Rowling (odpowiednio 6% i 5,6%), podczas gdy na rynku książek z miękką oprawą Pratchett zajmuje piąte miejsce z 1,2% w liczbie i 1,3% w wartości sprzedanych książek (po Jamesie Pattersonie (1,9% i 1,7%), Alexandrze McCall Smisie, Johnie Grishamie i Tolkienie). W Wielkiej Brytanii jego książki sprzedają się w 2,5 miliona egzemplarzy rocznie.

### Nagrody
Pratchett otrzymał nagrodę British Book Awards – Autor Roku w dziedzinie Fantasy i Science Fiction w 1994. W 1998 został kawalerem Orderu Imperium Brytyjskiego za zasługi dla literatury. Skomentował to w typowy dla siebie sposób: Sądziłem, że ‘zasługi dla literatury’ oznaczają powstrzymywanie się od pisania. Otrzymał także tytuł doktora honoris causa w dziedzinie literatury Uniwersytetu w Warwick w 1999, Uniwersytetu w Portsmouth w 2001, Uniwersytetu w Bath w 2003 i Uniwersytetu w Bristolu w 2004. Powieść Zadziwiający Maurycy i jego edukowane gryzonie otrzymała w 2001 roku Carnegie Medal dla najlepszej powieści dla dzieci (wręczoną w 2002 roku). W 2003 roku Pratchett umocnił swoją pozycję jednego z najbardziej lubianych brytyjskich autorów, dołączając do Charlesa Dickensa jako jedyny autor z pięcioma książkami na liście 100 najlepszych książek BBC (cztery z nich to powieści ze Świata Dysku). Był także autorem największej liczby książek w pierwszej dwusetce (piętnaście). Wszystkie powieści o Tiffany Obolałej otrzymywały nagrodę Locus Award dla najlepszej książki dla młodzieży (2004, 2005, 2007).

## Życie prywatne
W 1968 Terry Pratchett poślubił Lyn. W roku 1970 przeprowadzili się do Rowberrow w hrabstwie Somerset, a w 1976 roku urodziła się tam ich córka Rhianna. W 1993 r. rodzina przeniosła się na południowy zachód do Salisbury w hrabstwie Wiltshire, gdzie żyli do śmierci pisarza.
Rhianna Pratchett jest dziennikarką i „przypadkową kolekcjonerką kotów”, napisała także opowiadanie fantasy pod tytułem Child of Chaos, rozpowszechniane wraz z grą cRPG Beyond Divinity. Pracowała też przy scenariuszach do kilku gier, m.in. Mirror’s Edge, Heavenly Sword i Overlord. Jest członkiem Writers’ Guild of Great Britain.
Pratchett opisywał swoje sposoby spędzania wolnego czasu jako pisanie, spacery, komputery, życie.
Terry Pratchett był także znany ze swojego zamiłowania do noszenia czarnych kapeluszy. Jako dziecko chciał zostać astronomem i zrealizował to marzenie, budując obserwatorium astronomiczne w swoim ogrodzie. Pratchett był ateistą i stronnikiem British Humanist Association; był jednym z sygnatariuszy listu otwartego, który sprzeciwiał się nadawaniu honorów państwowych wizycie papieża Benedykta XVI w Wielkiej Brytanii.
31 lipca 2005 Pratchett skrytykował reportaże mediów o autorce Harry’ego Pottera J.K. Rowling, stwierdzając, iż niektórzy pracownicy mediów wydają się myśleć, że wywyższanie J.K. Rowling może być osiągnięte jedynie kosztem innych pisarzy. Jednakże nigdy nie wypowiedział się negatywnie o samych książkach tej pisarki.
Zainteresowanie Pratchetta orangutanami, którego przejawem jest jedna z najpopularniejszych postaci ze Świata Dysku, Bibliotekarz, było związane z pracą pisarza jako zarządcy w Orangutan Foundation UK. Jego działalność obejmowała wizytę na Borneo, gdzie w 1995 wraz z ekipą telewizyjną z Channel 4, kręcącą epizod programu „Jungle Quest”, obserwował orangutany w ich naturalnym środowisku. Podążając za przykładem Pratchetta, grupy fanowskie, takie jak the Discworld Conventions, uznały Orangutan Foundation za preferowaną organizację dobroczynną.

### Choroba
12 grudnia 2007 dziennik Guardian poinformował, że Pratchett cierpi na rzadką odmianę choroby Alzheimera. Sam autor dowiedział się o tym w listopadzie. Cierpiał na zanik korowy tylny. W jednej z książek autora pojawiło się nawiązanie do choroby: 25 maja niektórzy mieszkańcy Ankh-Morpork przypinają do ubrania gałązkę bzu, która jest również symbolem wsparcia dla badań nad chorobą Alzheimera.
Pisarz przez wiele lat angażował się w walkę na rzecz legalizacji eutanazji. W grudniu 2010 wraz z ekipą BBC nakręcił kontrowersyjny film Decydując się na śmierć, o ostatnich chwilach życia nieuleczalnie chorego brytyjskiego milionera Petera Smedleya, który w szwajcarskiej klinice przed kamerami wypił truciznę. Film 13 czerwca 2011 został na Wyspach wyemitowany przez BBC.
Ostatnim dniem, w którym autor cokolwiek napisał, był 5 grudnia 2014 roku.

## Pisarstwo

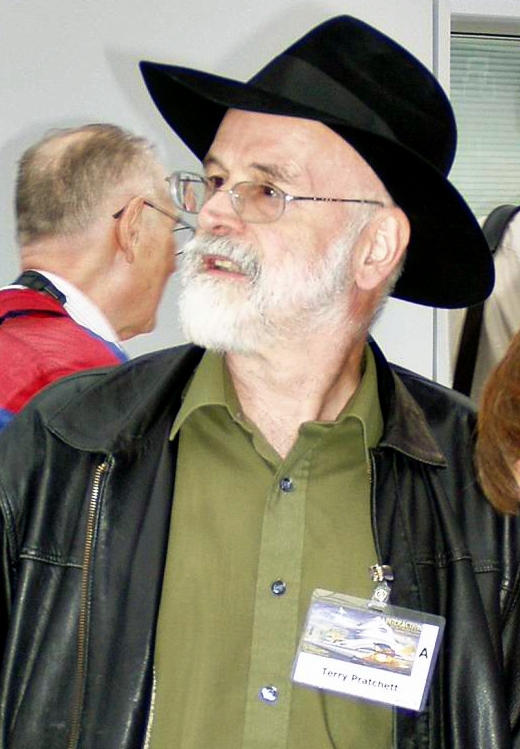
Terry Pratchett na Worldcon 2005 w Glasgow, sierpień 2005

Pratchett ma w swoim dorobku zarówno powieści fantasy, jak i science fiction, ale skoncentrował się niemal wyłącznie na pierwszym gatunku, gdyż według jego słów w fantasy „łatwiej zbudować świat wokół historii”.

### Wpływy na twórczość
Terry Pratchett nie ukrywał, że wpływ na jego dzieła ma współczesna kultura. Nawiązania do niej były głównym źródłem jego humoru. W swoich powieściach nawiązał do wielu postaci z kultury masowej i historii, choć zwykle w dość niespodziewany sposób. Pratchett lubił kryminały, co widać w dyskowej serii o Straży Miejskiej Ankh-Morpork. Był jedynakiem i jego postacie często nie mają rodzeństwa, ponieważ „w fikcji jedynacy są interesującymi postaciami”. Przykładem jest Susan Sto Helit.
Najwcześniejszymi inspiracjami Pratchetta były O czym szumią wierzby Kennetha Grahame’a, twórczość Isaaca Asimova i Arthura Clarke’a. W swoich dziełach nawiązywał także do takich pisarzy, jak P.G. Wodehouse, Tom Sharpe, Jerome K. Jerome, Larry Niven, Roy Lewis, G.K. Chesterton i Mark Twain.

### Cechy charakterystyczne twórczości
Poza swoim charakterystycznym stylem pisania, Pratchett jest znany z używania w swoich książkach licznych, czasem wielopoziomowych przypisów. Przypisy te występują w różnej liczbie i wprowadzają zazwyczaj do powieści element humorystyczny, zawierają ciekawostki lub komentują narrację. Piętrowe przypisy są spotykane niezwykle rzadko w beletrystyce i nie są nigdy używane w wydawnictwach encyklopedycznych.
Inną charakterystyczną cechą dzieł Pratchetta jest brak podziału na rozdziały w większości z nich. Pratchett tłumaczył to stwierdzeniem: „życie nie dzieje się w rozdziałach” i ani w filmach, ani u Homera nie ma podziału na rozdziały. Pisarz uważał, że w powieściach dla dorosłych rozdziały są zbędne. Jednakże od tej reguły zdarzają się wyjątki: na rozdziały jest podzielony cykl o Tiffany Obolałej (albo Akwili Dokuczliwej), Moiście von Lipwigu, jak również Zadziwiający Maurycy i jego edukowane gryzonie.
Imiona bohaterów i nazwy miejsc są często u Pratchetta aluzjami do ludzi i rzeczy w realnym świecie. Niektórzy bohaterowie są parodiami dobrze znanych postaci, np. Cohen Barbarzyńca to dyskowa wersja Conana Barbarzyńcy, zaś Leonard z Quirmu – Leonarda da Vinci.
Słynnym zabiegiem Pratchetta jest także akcentowanie wypowiedzi jednej z najbardziej znanych postaci Dysku, Śmierci, przez zapisywanie ich wielkimi literami, i pomijanie początkowej pauzy (w oryginale – cudzysłowu).

### Technika
Pratchett zaczął używać komputerów do pisania, kiedy tylko stało się to możliwe. Jego pierwszym komputerem był Sinclair ZX81, ale pisać zaczął na modelu Amstrad 464, zastąpionym później przez PC. W wyniku jego doświadczeń z komputerami powstał Hex, jedno z niewielu fikcyjnych urządzeń tego typu w Świecie Dysku. Kiedy podróżował, zawsze zabierał ze sobą przenośny komputer do pisania.
Pratchett był zapalonym graczem komputerowym i współpracował z zespołami programistów tworzących gry na podstawie jego prac. Lubił gry, które są inteligentne i posiadają pewną głębię i za przykład podawał Half-Life 2.
Pratchett był jednym z pierwszych pisarzy używających Internetu do komunikowania się ze swoimi fanami. Od 1992 współpracował przy prowadzeniu usenetowej grupy dyskusyjnej alt.fan.pratchett.

## Zainteresowania

### Historia naturalna
Pratchett fascynował się historią naturalną, do której nawiązywał wiele razy. Posiadał szklarnię pełną roślin mięsożernych.
W 1995 roku skamieniały żółw morski z epoki eocenu, znaleziony w Nowej Zelandii, został nazwany na jego cześć Psephophorus terrypratchetti przez paleontologa Richarda Köhlera.
W 2016 roku fani Pratchetta zwrócili się do Międzynarodowej Unii Chemii Czystej i Stosowanej o nazwę pierwiastka chemicznego 117, chwilowo nazywanego ununseptium, który miał nazywać się oktaryną z proponowanym symbolem Oc (wymawiane jako ook). Ostatecznie nazwą wybraną dla elementu 117 był tenes (ang. tennessine) z symbolem Ts.

### Orangutany
Pratchett był powiernikiem Orangutan Foundation w Wielkiej Brytanii, ale był pesymistą co do przyszłości tego gatunku. Działania pisarza dotyczące jego ochrony obejmowały wizytę na Borneo wraz z ekipą telewizyjną Channel 4, by w 1995 roku nagrać odcinek Jungle Quest, obserwując orangutany w ich naturalnym środowisku. Podążając tropem Pratchetta, wydarzenia fanowskie, takie jak Discworld Conventions, objęły fundacje swoim patronatem.
Jedna z najpopularniejszych postaci Pratchetta, Bibliotekarz Niewidocznego Uniwersytetu, jest czarodziejem, który został przemieniony w orangutana w magicznym wypadku i postanawia pozostać w tym stanie, ponieważ pomaga mu to w pracy.

### Astronom amator
Pratchett miał obserwatorium w swoim ogrodzie i był zapalonym astronomem od dzieciństwa. Wystąpił w programie BBC The Sky at Night.

### Nagroda Terry Pratchett First Novel Award
Pratchett sponsorował nagrodę dla nieopublikowanych powieściopisarzy science fiction wręczaną co dwa lata o nazwie Terry Pratchett First Novel Award. Nagrodą jest kontrakt wydawniczy z wydawcami Transworld. W 2011 roku nagrodę wygrał wspólnie David Logan za Half Sick of Shadows i Michael Logan za Apocalypse Cow. W 2013 roku nagrodę wygrał Alexander Maskill za The Hive.

### Pośmiertna działalność filantropijna
W 2015 roku osoby zarządzające majątkiem zmarłego Terry’ego Pratchetta ogłosiły darowiznę na nieprzewidziane wydatki University of South Australia. Sir Terry Pratchett Memorial Scholarship wspiera stypendium magisterskie na University’s Hawke Research Institute.

## Publikacje

### Świat Dysku

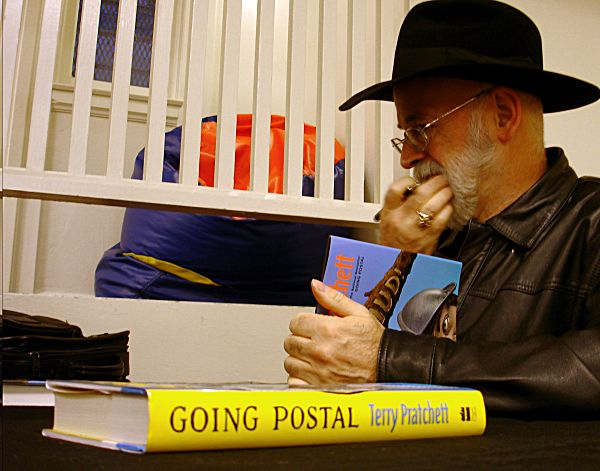
Pratchett podpisujący swe książki 2005

Licząca czterdzieści jeden powieści seria Świat Dysku, to humorystyczne, a często satyryczne fantasy. Autor osadził akcję w wymyślonym przez siebie świecie – Świecie Dysku jako alegorii zwykłego, codziennego życia. Nazwa Świat Dysku pochodzi od jego konstrukcji – świat ten jest ogromnym dyskiem leżącym na grzbiecie czterech słoni, które z kolei stoją na skorupie olbrzymiego żółwia A’Tuina płynącego przez pustkę. Powieści parodiują wiele zjawisk i idei dzisiejszego świata: kultowe postacie fantasy i science fiction (np. Conana Barbarzyńcę), filmy Ingmara Bergmana, specyfikę Australii, Hollywood, prasę, muzykę rock and roll czy historię Egiptu, nawiązują też do religii, filozofii, związków zawodowych, polityki czy monarchii.

#### Książki napisane z innymi autorami
Wraz z Ianem Stewartem i Jackiem Cohenem, Pratchett napisał Naukę Świata Dysku (The Science of Discworld) (1999), Naukę Świata Dysku II: Glob (The Science of Discworld II: The Globe) (2002), Naukę Świata Dysku III: Zegarek Darwina (The Science of Discworld III: Darwin’s Watch) (2005) oraz Naukę Świata Dysku IV: Dzień sądu (The Science of Discworld IV: Judgement Day) (2013). Wszystkie te książki opowiadają o postaciach ze Świata Dysku obserwujących i eksperymentujących na świecie bardzo podobnym do naszego. Powieści te posiadają także rozdziały, które w popularnonaukowy sposób opisują prawa rządzące naszym światem (np. ewolucję). W 1999 Terry Pratchett nazwał Cohena i Stewarta Honorowymi Czarodziejami z Niewidocznego Uniwersytetu. Stało się to na tej samej ceremonii, na której Terry Pratchett otrzymał od Uniwersytetu w Warwick honorowy stopień naukowy.

### Trylogia Nomów
- 1989 – Nomów księga wyjścia (Truckers),
- 1990 – Nomów księga kopania (Diggers),
- 1990 – Nomów księga odlotu (Wings)

### Opowieści o Johnnym Maxwellu
- 1992 – Tylko ty możesz uratować ludzkość (Only You Can Save Mankind),
- 1993 – Johnny i zmarli (Johnny and the Dead),
- 1995 – Johnny i bomba (Johnny and the Bomb)

### Cykl o Długiej Ziemi (wspólnie zeStephenem Baxterem)
- 2012 – Długa Ziemia (The Long Earth),
- 2013 – Długa wojna(inne języki) (The Long War),
- 2014 – Długi Mars(inne języki) (The Long Mars)[64]
- 2015 – Długa utopia(inne języki) (The Long Utopia)[65]
- 2016 – Długi kosmos(inne języki) (The Long Cosmos)[66]

### Inne książki
- 1971 – Dywan (The Carpet People), później mocno zmieniona i wydana ponownie w 1992,
- 1976 – Ciemna strona Słońca (The Dark Side of the Sun),
- 1981 – Warstwy wszechświata (Strata) – Drugie polskie wydanie jako Dysk, jedna z nielicznych książek science fiction w dorobku autora, nawiązująca do Pierścienia Larry’ego Nivena,
- 1989 – Kot w stanie czystym (The Unadulterated Cat) – opowieść o prawdziwych kotach (z Grayem Jolliffem(inne języki)),
- 1990 – Dobry omen (Good Omens), wspólnie z Neilem Gaimanem,
- 2008 – Nacja (Nation),
- 2012 – Spryciarz z Londynu(inne języki) (Dodger),
- 2012 – Mgnienie ekranu (A Blink of the Screen) – zbiór opowiadań wydanych w latach 1963–2009,
- 2014 – Kiksy klawiatury. Eseje i nie tylko (A Slip of the Keyboard) – zbiór opowiadań nie poświęconych fantastyce
- 2017 – Sztuczna broda Świętego Mikołaja, zbiór świątecznych opowiadań[67]
- 2023 – Pociągnięcie pióra. Zagubione opowieści (A Stroke of the Pen: The Lost Stories) – zbiór opowiadań wydanych w latach 1970 – 1984 w brytyjskich gazetach "Western Daily Press" i "Bucks Free Press" albo pod pseudonimami Patrick Kearns lub Uncle Jim, albo pod własnym nazwiskiem Terry’ego Pratchetta[68]

### Książki zawierające prace Pratchetta
- After the King pod redakcją Martina H. Greenberga(inne języki) (1992) zawiera Trollowy most, opowiadanie o Cohenie Barbarzyńcy,
- The Wizards of Odd pod redakcją Petera Haininga(inne języki) (1996) (polskie wydania: Czarnoksiężnicy z dziwacznego grodu, 1999; ponownie Czarnoksiężnicy z Krainy Osobliwości, 2007) zawiera opowiadanie Teatr okrucieństwa,
- The Flying Sorcerers pod redakcją Petera Haininga (1997) – „sequel” książki The Wizards of Odd zawiera opowiadanie „Turntables of the Night”,
- Knights of Madness, pod redakcją Petera Haininga (1998) – „sequel” książki The Flying Sorcerers zawiera opowiadanie Trollowy most,
- Legends, pod redakcją Roberta Silverberga (1998) (polskie wydanie – Legendy – 1999) zawiera opowiadanie Rybki małe z wszystkich mórz,
- Meditations on Middle-Earth (2002),
- The Leaky Establishment powieść Davida Langforda(inne języki), do której Pratchett napisał przedmowę,
- The Mammoth Book of Comic Fantasy pod redakcją Mike’a Ashleya(inne języki) (2001) zawierająca Trollowy most,
- Once More* *With Footnotes pod redakcją Priscilli Olson i Sheili M. Perry (2004) – książka będąca zbiorem opowiadań, esejów i artykułów autorstwa Pratchetta,
- Now We Are Sick napisana przez Neila Gaimana i Stephena Jonesa zawierająca wiersz „The Secret Book of the Dead”,
- The Writers’ and Artists’ Yearbook 2007 zawierająca artykuł autorstwa Pratchetta o procesie pisania fantasy.

## Adaptacje

### Teatr
Johnny i zmarli i 14 powieści Świata Dysku zostało przerobionych na sztuki teatralne przez Stephena Briggsa i opublikowanych w formie książki. Dodatkowo powieść Panowie i damy została zaadaptowana na scenę przez Iranę Brown, a Piramidy przez Suzi Holyoake w 1999.

### Telewizja
Na podstawie powieści Johnny i zmarli powstał serial telewizyjny dla ITV w 1995. W styczniu 2006 stacja BBC stworzyła trzyczęściową adaptację książki Johnny i bomba.
Dwuczęściowy film Wiedźmikołaj nakręcony na podstawie książki o tym samym tytule, w którym wystąpili m.in. David Jason i Ian Richardson (a także, jako statysta, sam pisarz) po raz pierwszy został nadany przed świętami Bożego Narodzenia, 17 i 18 grudnia 2006 na kanale Sky One. Pratchett był przeciwny filmom z żywymi aktorami osadzonymi w Świecie Dysku po negatywnych doświadczeniach z reżyserami z Hollywood. Zmienił swoje zdanie, gdy zobaczył, że reżyser Vadim Jean i producent Rod Brown byli bardzo entuzjastyczni i chętni do współpracy.
Również dwuczęściowy Kolor magii (będący w istocie połączeniem powieści Kolor magii i Blask fantastyczny) został wyemitowany na Wielkanoc (23 i 24 marca) 2008, także przez Sky One. W rolach głównych wystąpili David Jason jako Rincewind i Sean Astin jako Dwukwiat. 31 maja 2010 odbyła się w Sky One premiera ekranizacji Going Postal (Piekła pocztowego).
Trylogia Nomów została zekranizowana jako seria filmów animowanych przez Cosgrove Hall Films dla Thames Television. Trzy wiedźmy i Muzyka duszy także zostały zanimowane przez Cosgrove Hall Films dla Channel 4 w 1996.

### Filmy kinowe
Na podstawie powieści Pratchetta Wolni Ciut Ludzie miał zostać nakręcony film w reżyserii Sama Raimi; planowa data wejścia na ekrany to 2013.

### Radio
Kolor magii, Straż! Straż!, Trzy wiedźmy, Mort i Pomniejsze bóstwa zostały zaadaptowane jako słuchowiska, a na podstawie książki Zadziwiający Maurycy i jego edukowane gryzonie można było wysłuchać 90-minutowej sztuki w BBC Radio 4.

### Komiks
Na podstawie książek Kolor magii, Blask fantastyczny, Mort i Straż! Straż! zostały wydane powieści graficzne.

### Gry RPG
GURPS Discworld (wydawca Steve Jackson Games, 1998) i GURPS Discworld Also (wydawca Steve Jackson Games, 2001) to podręczniki do gier fabularnych napisane przez Terry’ego Pratchetta i Phila Mastersa, które pozwalają graczom „wejść” do Świata Dysku (oba są oparte na mechanice GURPS). Pierwsza z tych książek została ponownie wydana we wrześniu 2002 pod tytułem The Discworld Roleplaying Game z ilustracjami autorstwa Paula Kidby.
7 listopada 2024 na Kickstarterze ufundowano Terry Pratchett’s Discworld RPG: Adventures in Ankh-Morpork. Wydawcą jest Modiphius Entertainment, a gra ukaże się w językach: angielskim, niemieckim, hiszpańskim oraz polskim.

### Gry komputerowe
Świat Dysku stał się podstawą kilku gier komputerowych wydanych na różnych platformach, takich jak Sega Saturn, Sony Playstation, Philips CD-i i 3DO, a także na PC, zarówno w wersji dla systemu DOS, jak i Windows. Najbardziej znanymi grami są:
- The Colour of Magic(inne języki), pierwsza gra o Świecie Dysku i jak dotąd jedyna bazująca na konkretnej powieści wydana w 1986 na ZX Spectrum i Commodore 64.
- Discworld(inne języki), animowana gra typu wskaż i kliknij stworzona przez Teeny Weeny Games i Perfect 10 Productions w 1995.
- Discworld II: Missing, Presumed...!?(inne języki), sequel gry Discworld wydana przez Perfect Entertainment w 1996, w Ameryce Północnej z podtytułem Mortality Bytes!.
- Discworld Noir(inne języki) pierwsza bazująca na Świecie Dysku gra 3D, parodia gatunku filmowego film noir. Gra została zrobiona przez Perfect Entertainment i opublikowana przez GT Interactive na PC i PlayStation w 1999. Wydana jedynie w Europie.

### Gry planszowe
Świat Dysku stał się podstawą dla fabuły kilku gier planszowych, takich jak:
- The Witches: A Discworld Game (2013),
- Discworld: Ankh-Morpork (2011), wydaną w Polsce w 2011 jako Świat Dysku – Ankh Morpork[80],
- Guards! Guards! A Discworld Boardgame (2011),
- Watch Out: Discworld Board Game (2004),
- Thud (2002),
- Cripple Mr. Onion (1993).

### Muzyka
- From The Discworld (1994) to zbiór 14 piosenek Dave’a Greenslade’a(inne języki) inspirowanych powieściami ze Świata Dysku. Na albumie znajdują się piosenki i utwory instrumentalne inspirowane twórczością Pratchetta[81].
- Steeleye Span(inne języki) współpracował z Pratchettem, aby napisać i wyprodukować album Wintersmith(inne języki) (październik 2013), oparty na powieści Wolni Ciut Ludzie[82].

## Polscy tłumacze
Najbardziej znanym tłumaczem dzieł Pratchetta na język polski jest Piotr Cholewa, który przełożył wszystkie książki z cyklu Świat Dysku. Dwie pierwsze części cyklu o Akwili Dokuczliwej wraz z Zadziwiającym Maurycym i jego uczonymi szczurami, zostały przełożone początkowo przez Dorotę Malinowską-Grupińską. Cholewa przetłumaczył jednak trzecią część o Akwili, zmieniając nazwy własne i imiona niektórych postaci, np. główną bohaterkę nazwał Tiffany Obolałą. W listopadzie 2010 ukazało się nowe wydanie pierwszej (Wolni Ciut Ludzie), a w 2011. drugiej książki z cyklu o Tiffany Obolałej (Kapelusz pełen nieba) w wykonaniu Piotra Cholewy.
Pierwsze, nienależące do dyskowego cyklu książki Pratchetta przetłumaczył Jarosław Kotarski.
W 1995 Piotr Cholewa za przełożenie Koloru magii otrzymał nagrodę Stowarzyszenia Tłumaczy Polskich.

## Prace o Pratchetcie
Kolekcja esejów o pracy pisarza została zawarta w książce Terry Pratchett: Guilty of Literature, zredagowanej przez Andrew M. Butlera, Edwarda Jamesa i Farah Mendlesohn, opublikowanej przez Science Fiction Foundation w 2000. Druga, poszerzona edycja tej książki została wydana przez Old Earth Books w 2004.
Andrew M. Butler napisał także Pocket Essentials Guide to Terry Pratchett opublikowane w 2001. Writers Uncovered: Terry Pratchett to biografia dla młodych czytelników napisana przez Vica Parkera, wydana przez Heinemann Library w 2006.
W 2022 ukazała się biografia Terry Pratchett: A Life With Footnotes autorstwa Roba Wilkinsa, wieloletniego asystenta Pratchetta. Polskie wydanie książki w przekładzie Piotra Cholewy nosi tytuł Terry Pratchett: życie z przypisami.